# 일리오나르 나시멘투 히베이루
일리오나르 나시멘투 히베이루(포르투갈어: Elionar Nascimento Ribeiro, 1982년 7월 10일 ~ )는 브라질의 축구 선수이다.